# The Sisters (film, 2005)
Pour les articles homonymes, voir The Sisters.
Pour plus de détails, voir Fiche technique et Distribution.
The Sisters est un film américain réalisé par Arthur Allan Seidelman et sorti en 2005.

## Synopsis
Le scénario est inspiré de la pièce Les Trois Sœurs  d'Anton Tchekhov.

## Fiche technique
- Réalisation : Arthur Allan Seidelman
- Scénario : Richard Alfieri d'après sa propre pièce, elle-même inspirée par Les Trois Sœurs d'Anton Tchekhov
- Musique : Thomas Morse
- Photographie : Chuy Chávez
- Montage : Drake Silliman
- Production : Judd Payne et Matthew Rhodes
- Société de production : CSC Sisters, Chambers PV et Persistent Entertainment
- Pays :  États-Unis
- Lieu de tournage : Oregon
- Genre : Drame
- Durée : 113 minutes
- Date de sortie :
  - Festival de Tribeca : 23 avril 2005
  - États-Unis : 14 avril 2006

## Distribution
- Maria Bello : Marcia Prior Glass
- Erika Christensen : Irene Prior
- Elizabeth Banks : Nancy Pecket
- Eric McCormack : Gary Sokol
- Chris O'Donnell : David Turzin
- Mary Stuart Masterson : Olga Prior
- Tony Goldwyn : Vincent Antonelli
- Alessandro Nivola : Andrew Prior
- Rip Torn : Dr. Chebrin
- Steven Culp : Dr. Harry Glass

## Distinctions et récompenses
- Nommé au Festival de Tribeca
- Meilleur film au Dixie Film Festival
- Maria Bello meilleure actrice au RiverRun International Film Festival[2]